# DNRT Peugeot 206 GTi Cup
De DNRT Peugeot 206 GTi Cup is een in 2017 opgerichte raceserie die uitkomt op de racedagen van het DNRT. Binnen deze cup-klasse wordt er gereden met overeenkomstig geprepareerde Peugeot 206 GTi's. De 206 GTi Cup is opgezet met het doel om een om geïnteresseerden een betaalbare instap in de autosport te bieden.
Het raceseizoen van de 206 GTi Cup bestaat uit zes evenementen, gehouden op Circuit Zandvoort, TT Circuit Assen en Circuit Zolder. Sinds 2017 hebben meer dan 150 rijders hun race-debuut in de 206 GTi Cup gemaakt.

## Basisauto
De auto waarmee binnen de 206 GTi Cup gereden wordt is gebaseerd op de Peugeot 206 GTi, een autotype dat tussen 1999 en 2002 is gebouwd. Om deze aan de veiligheidseisen te laten voldoen worden er onder andere een rolkooi, racestoel en gordels geplaatst. Ook zijn de auto's in de cup voorzien van competitieveren en dempers.

## Kampioenen
Algemeen kampioenen
| Seizoen | Kampioen        | Team          | Auto                |
| ------- | --------------- | ------------- | ------------------- |
| 2017    | Philip Romijn   | PG Motorsport | Peugeot 206 GTi Cup |
| 2018    | Dirk Warmerdam  | RAEK Racing   | Peugeot 206 GTi Cup |
| 2019    | Alexander Japin | ACJ Racing    | Peugeot 206 GTi Cup |
| 2020    | Alexander Japin | ACJ Racing    | Peugeot 206 GTi Cup |
| 2021    | Alexander Japin | ACJ Racing    | Peugeot 206 GTi Cup |
| 2022    | -               |               | Peugeot 206 GTi Cup |

Rookiekampioenen
| Seizoen | Kampioen           | Team         | Auto                |
| ------- | ------------------ | ------------ | ------------------- |
| 2017    | Filip Wojtowicz    | MF Racing    | Peugeot 206 GTi Cup |
| 2018    | Paul van Lier      | Reescar      | Peugeot 206 GTi Cup |
| 2019    | Mike van der Veer  | Priveteer    | Peugeot 206 GTi Cup |
| 2020    | Joran van den Hout | Vejon Racing | Peugeot 206 GTi Cup |
| 2021    | Frank Engelen      | Priveteer    | Peugeot 206 GTi Cup |
| 2022    | -                  |              | Peugeot 206 GTi Cup |